# Generalsekretariat der Europäischen Kommission

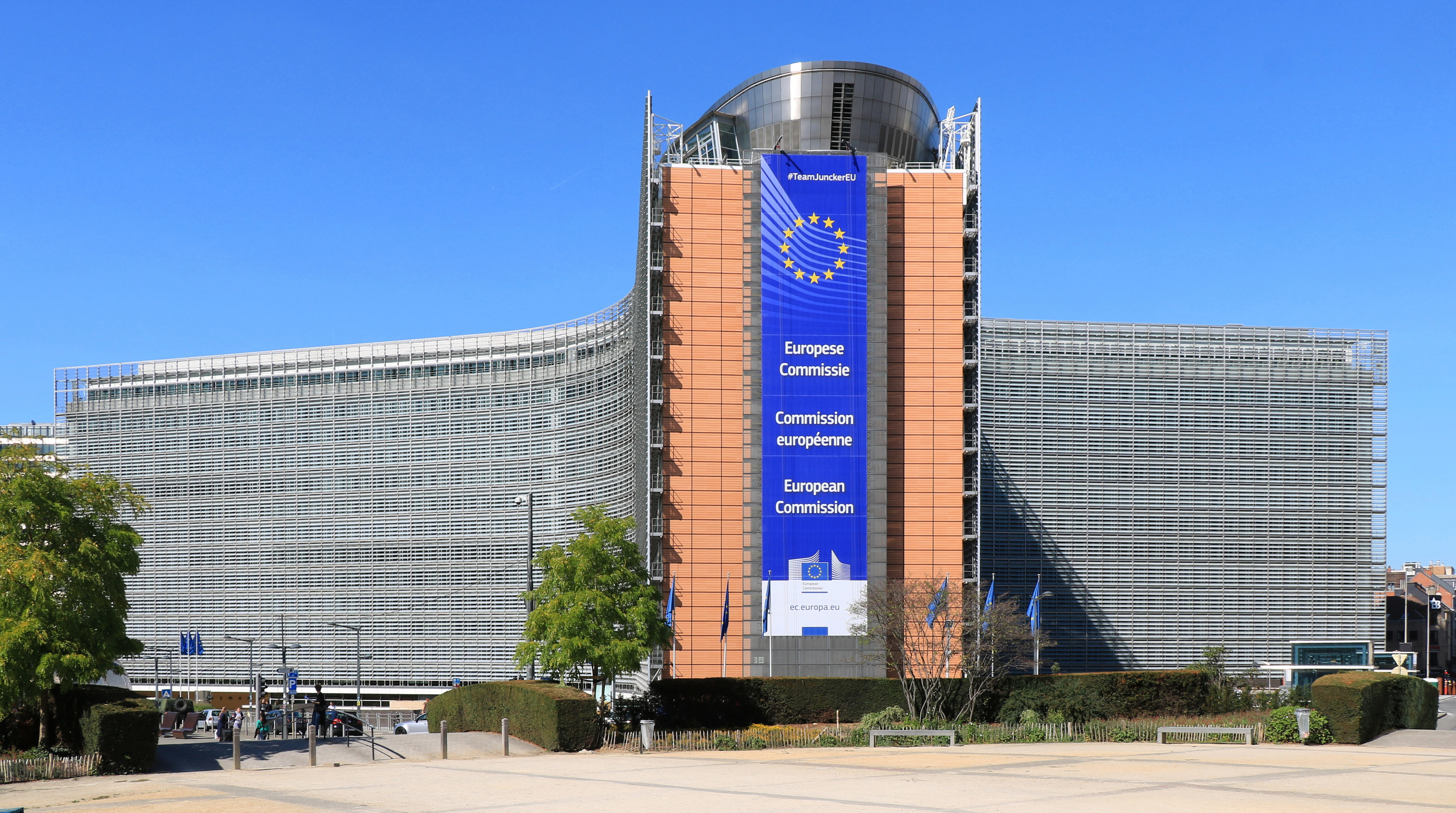
Das Berlaymont-Gebäude in Brüssel ist der Sitz des Generalsekretariats der Europäischen Kommission

Das Generalsekretariat der Europäischen Kommission (kurz SG von englisch Secretariat-General bzw. französisch Secrétariat général) mit Sitz im Berlaymont-Gebäude in Brüssel (Belgien) ist die zentrale Verwaltungseinheit der Europäischen Kommission. Sie hat den Rang einer Generaldirektion und ist unmittelbar dem Kommissionspräsidenten zugeordnet. Generalsekretärin ist seit 2020 Ilze Juhansone.

## Aufgaben
Hauptaufgabe des Generalsekretariats ist die Steuerung von Entscheidungsverfahren innerhalb der Europäischen Kommission. Es erarbeitet Konzepte, die die verschiedenen Politikbereiche übergreifen, und schlägt die strategischen Prioritäten der Kommission vor. Insbesondere achtet es darauf, dass die Politik der Kommission über die verschiedenen Generaldirektionen und Dienststellen hinweg kohärent bleibt.
Das Generalsekretariat betreibt darüber hinaus das Registrierungssystem der Kommission, um reibungslose Abläufe zu ermöglichen. Außerdem ist es die zentrale Schnittstelle bei den Beziehungen der Kommission zu anderen Organen.

## Organisation
Das Generalsekretariat ist in acht Abteilungen gegliedert und umfasst rund 600 Mitarbeiter.

## Generalsekretäre
| Name                | Land                   | Amtszeit  |
| ------------------- | ---------------------- | --------- |
| Émile Noël          | Frankreich             | 1967–1987 |
| David Williamson    | Vereinigtes Königreich | 1987–1997 |
| Carlo Trojan        | Niederlande            | 1997–2000 |
| David O’Sullivan    | Irland                 | 2000–2005 |
| Catherine Day       | Irland                 | 2005–2015 |
| Alexander Italianer | Niederlande            | 2015–2018 |
| Martin Selmayr      | Deutschland            | 2018–2019 |
| Ilze Juhansone      | Lettland               | seit 2020 |